# Duby v Třesovicích

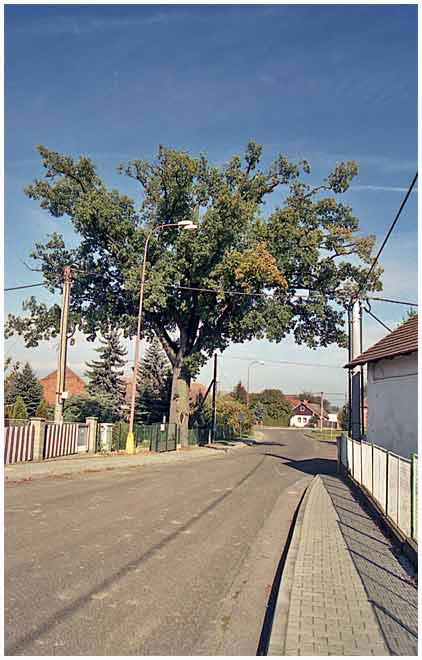
památný dub v obci Třesovice

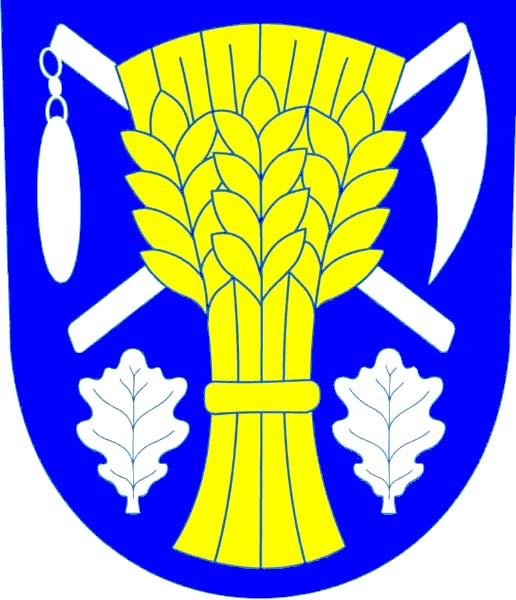
znak obce

Duby v Třesovicích jsou novodobě vyhlášené památné stromy, které rostou v ulicích Třesovic na Královéhradecku. Přítomnost starých dubů se promítla i do znaku obce, ve kterém jsou znázorněny dva dubové listy. Ochrana jednoho ze stromů byla ukončena roku 2008 z nepříliš obvyklých důvodů.

## Dub u domů č. 24 a 64
- druh: dub letní (Quercus robur)[1]
- výška: 20 m (1983)[2], 22 m[1]
- obvod: 400 cm (1983)[2], 367 cm[1]
- chráněný: od 23. 8. 1983[1]
- ochrana zrušena: 6. 8. 2009[1]
- souřadnice: 50°15'56.66"N, 15°41'15.53"E

Strom byl vyhlášen památným, neboť tvoří krajinnou dominantu, dosahuje nadprůměrného vzrůstu a stáří. Později byly spodní větve stromu poškozeny bouří a přílišně ořezány. Ochrana stromu byla zrušena roku 2009 se značně neobvyklým odůvodněním:
Bylo zjištěno, že předmětný památný strom není významným krajinným prvkem… V současné době nemá parametry památného stromu - došlo také ke snížení estetické hodnoty.
Doporučení a metodika AOPK ČR pro památné stromy ale zmiňuje, že nic jako parametry či kritéria, která musí strom splnit, aby mohl být považován za památný, neexistuje:
Je nutné zdůraznit, že zatím nebyla stanovena kritéria, a snad ani nebudou, ve formě parametrů obvodu kmene, výšky nebo stáří pro výběr dřevin pro kategorii památných stromů.
Zrušení ochrany je dále zdůvodněno zlomením kosterních větví, ze kterého vyplývá možné zhoršení zdravotního stavu stromu. Zrušení údajně doporučili i nejmenovaný pracovník firmy zabývající se péčí o dřeviny a nejmenovaný pracovník ZO ČSOP Orlice Hradec Králové v dopisu. Uvedená citace z tohoto dopisu ale doporučení ke zrušení ochrany neobsahuje, pouze vyjadřuje politování nad stavem stromu.
Doporučení a metodika AOPK ČR pro památné stromy uvádí, že ochrana má být rušena pouze z důvodů veřejného zájmu, nebo zániku památného stromu, přičemž zánikem se rozumí odumření, rozsáhlé poškození nebo nepovolené odstranění památného stromu. V praxi je pak obvyklé, že není rušena ani ochrana stromů, které o korunu přišly zcela (Husova lípa v Chlístově) a které byly v minulosti poškozeny mnohem výrazněji (Kamenická lípa, Běleňská lípa, Bzenecká lípa, Žižkův dub v Lomnici, dub v Borohrádku, Popovický dub a mnohé další).
Stejně tak není obvyklé rušit ochranu z důvodu možnosti zhoršení zdravotního stavu, neboť zdravotní stav se zpravidla postupem času zhoršuje u všech starých stromů. Potenciálnímu zhoršení zdravotního stavu se předchází vhodným ošetřením.

## Dub u domu č. 86
- druh: dub letní (Quercus robur)[6]
- chráněný: od 10. 10. 2002[6]
- souřadnice: 50°15'50.11"N, 15°41'20.78"E

Druhý památný dub roste u silnice vedoucí do vsi Popovice, poblíž domu s číslem popisným 86. Výška a obvod nejsou udané.

## Památné a významné stromy v okolí
- Dub v Popovicích
- Husova lípa v Horních Dohalicích
- Duby u Dolního Přímu
- Babyka u Dolního Přímu
- Památné duby v Jehlici
- Dohalický dub
- Střezetický dub